# OHC Bully
De Oldenzaalsche Hockeyclub Bully is een Nederlandse hockeyclub uit Oldenzaal. 
De hockeyclub werd opgericht op 16 oktober 1935. In 1936 trad de club toe als kandidaat-lid tot de hockeybond gevolgd door de damesafdeling in 1937. In de 1938 werd het verzoek ingediend om de club als voorwaardig lid te zien van de bond.
De club is gevestigd aan de Sportlaan en doet met de heren en de dames senioren mee in de bondscompetities van KNHB.